# Râul Vidruța
Râul Vidruța este un curs de apă, afluent al râului Lotru. Se varsă în lacul de acumulare Vidra.

## Hărți
- Harta Munții Lotrului  Arhivat în 6 mai 2008, la Wayback Machine.